# Oswald Zappelli
Oswald Zappelli (n. 27 octombrie 1913, Lausanne, cantonul Vaud, Elveția – d. 3 aprilie 1968, Lausanne, cantonul Vaud, Elveția) a fost un scrimer elvețian, medaliat olimpic. A participat la 2 ediții ale Jocurilor Olimpice (1948, 1952) în care a câștigat o medalie de argint și o medalie de bronz.